# Lisbjerg (Aarhus Kommune)
 For alternative betydninger, se Lisbjerg. (Se også artikler, som begynder med Lisbjerg)
Lisbjerg er en forstad til Aarhus i Østjylland med 1.519 indbyggere  (2024), beliggende som satellitby ca. 8 kilometer NNV for Aarhus C. Byen ligger i Aarhus N distriktet i Aarhus Kommune og hører til Region Midtjylland.
Lisbjerg ligger på den nordlige skråning af Egådalen ved Lisbjerg Skov og er forbundet til Skejby og Aarhus af Randersvej. Lisbjerg Kirke blev oprindeligt opført i begyndelsen af 1100-tallet og er en af de ældste kirker i Danmark. Vest for det oprindelige Lisbjerg, ligger AffaldsCentret i Aarhus med Lisbjerg Forbrændingen som et tydeligt vartegn i hele den nordlige del af Aarhus Kommune. Lidt nord herfor ligger én af de største autentiske japanske haver i Danmark på 10.000 m². Haven blev genåbnet for offentligheden i 2014, efter en længere lukning og skiftende ejere. Der er tilknyttet café og restaurant, samt event- og konferencecenter til haven. I den sydlige og nyplantede del af Lisbjerg Skov tæt på selve byen, ligger der en stor campingplads. Campingpladsen går under navnet "Aarhus Nord Camping".

## Byudvikling ved Lisbjerg
Der arbejdes med planer om at gøre Lisbjerg til en stor forstad til Aarhus om få år, herunder at udvikle sig til en bydel med 25.000 indbyggere plus ligeså mange arbejdspladser i løbet af de næste 20 år. Den nye bydel vil ifølge planerne blive større end Ørestaden i København (310 hektar), når det er fuldt udbygget. Alene første etape består af 250 hektar og det endelige areal vil være på 550 hektar (5,5 km²).
Den kommende bydel får sit eget centrum med hovedstrøg og masser af butikker. Idéen med den nye bydel er at skabe noget nyt, ikke en soveby, men en ny bydel med eget centrum som kommer til at bestå af tættere og højere bygninger bl.a. en del højhuse. Som første færdigbyggede bygning kan nævnes den nye Lisbjerg Skole, der tog imod de første klasser efter sommerferien 2008.
Ligeledes er området et samlingspunkt for de to motorveje E45 og Djurslandmotorvejen, der åbnede i 2010.
I maj 2017 åbner der fire letbanestationer i Lisbjerg. Klokhøjen Station, Lisbjerg Bygade Station, Lisbjergskolen Station, Lisbjerg - Terp Station.
Der er i perioden 2017 - 2024 blevet bygget omkring 800 nye boliger i Lisbjerg, som alle ligger Syd for Randersvej. Dertil er vejnettet blevet udbygget, og den nye Lisbjerg Genbrugsstation nær Kredsløbs Affaldenergianlæg er blevet færdigbygget.[kilde mangler]
Der er stadig store planer for udbygningen af Lisbjerg, men mange af de større projekter er blevet udskudt. Blandt andet er byen og dens udvikling hæmmet af ikke at have en dagligvarebutik/supermarked. Denne skulle have stået klar ultimo 2027, men er nu rykket til udgangen af 2028.[kilde mangler]